# Jorge Luis Borges
Jorge Francisco Isidoro Luis Borges Acevedo (ur. 24 sierpnia 1899 w Buenos Aires, zm. 14 czerwca 1986 w Genewie) – argentyński pisarz, poeta i eseista. Publikował krótkie eseje, opowiadania i poezję. Jego dzieła stały się obiektem wnikliwych analiz i wieloznacznych interpretacji.

## Życiorys
Borges utrzymywał, że jest dziedzicem dwóch tradycji swoich przodków: wojskowej i literackiej. Jego drzewo genealogiczne łączy się ze znanymi rodzinami argentyńskimi, anglosaskimi i portugalskimi. Powiązany był z niektórymi wojskowymi, którzy brali aktywny udział w walkach wyzwoleńczych w Argentynie, jak Francisco Narciso de Laprida, który przewodził Zgromadzeniu w Tucuman i podpisał Akt Niepodległości Argentyny; Francisco Borges Lafinur – dziadek ze strony ojca – był urugwajskim pułkownikiem; Edward Young Haslam – pradziadek ze strony ojca – był poetą romantycznym, który wydawał jeden z pierwszych anglojęzycznych tytułów w Río de Plata, Krzyż Południa; Manuel Isidoro Suárez – pradziadek ze strony matki – był pułkownikiem walczącym w wojnach o niepodległość; Juan Crisóstomo Lafinur – wuj dziadka od strony ojca – był argentyńskim poetą, autorem licznych utworów romantycznych i patriotycznych oraz profesorem filozofii; Isidoro de Acevedo Laprida – dziadek od strony matki – był wojskowym walczącym przeciwko Juanowi Manueleowi de Rosas.
Ojciec pisarza, Jorge Guillermo Borges, adwokat, postanowił również rozwijać się w dziedzinie psychologii. Był zapalonym czytelnikiem i miał aspiracje literackie, które skonkretyzował w noweli El caudillo i kilku wierszach; ponadto przełożył na angielski Omara Chajjama. Borges przytaczał często słowa ojca: „On mi pokazał moc poezji: fakt, że słowa są nie tylko środkiem komunikacji, ale też symbolami magicznymi i muzyką”. Jego matka, Leonor Acevedo Suárez, była Urugwajką. Nauczyła się języka angielskiego od swego męża i przetłumaczyła kilka dzieł w tym języku na hiszpański. Rodzina pisarza miała korzenie hiszpańskie, portugalskie i angielskie; natomiast rodzina matki hiszpańskie i być może portugalskie. W domu rodzinnym Borgesów mówiono nie tylko po hiszpańsku, ale również po angielsku.
Borges urodził się 24 sierpnia 1899 roku w ósmym miesiącu ciąży, w typowym domu porteño z końca XIX wieku, z dziedzińcem i zbiornikiem na wodę. Dom znajdował się przy ulicy Tucumán 840, jednak dzieciństwo artysty upłynęło bardziej na północ, przy ulicy Serrano 2135 w dzielnicy Palermo. Czytał i pisał od czwartego roku życia. W związku z tym, że w jego domu mówiono zarówno po hiszpańsku, jak i po angielsku, Borges od początku był dwujęzyczny.

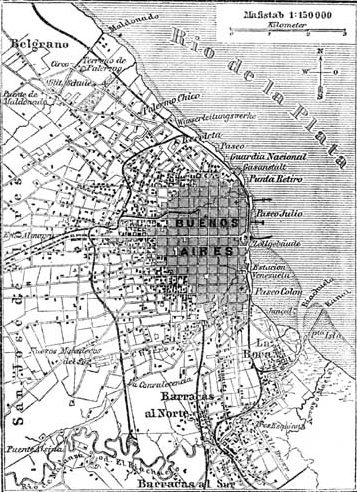
Plan Buenos Aires z 1888. Borges spędził dzieciństwo na przedmieściach Buenos Aires, w Palermo – dzielnicy, którą wówczas zamieszkiwał margines społeczny.

W 1905 rozpoczął naukę w domu, z brytyjską guwernantką. Rok później napisał swoje pierwsze opowiadanie, La visera fatal (Fatalna przyłbica), wzorując się na Don Kichocie. Naszkicował również krótki esej o mitologii greckiej. W wieku dziewięciu lat przetłumaczył z angielskiego opowiadanie Oscara Wilde’a Szczęśliwy książę, tekst, który został opublikowany w gazecie El País i podpisany imieniem ojca Borgesa. W dzielnicy Palermo, będącej w tamtych czasach dzielnicą biedną, zamieszkaną przez imigrantów i awanturników, poznał losy swoich współmieszkańców, którzy później zaludnili jego opowiadania.
Borges rozpoczął edukację szkolną bezpośrednio od czwartej klasy. Edukację obowiązkową rozpoczął mając dziewięć lat. Szkoła publiczna była dla Borgesa traumatycznym przeżyciem: koledzy drwili sobie z przemądrzałego, noszącego okulary i ubieranego jak paniczyk chłopca, który na dodatek nie interesował się sportem i jąkał się. Przez cztery lata uczęszczania do tej placówki Borges nauczył się niewiele więcej nad żargon z przedmieść Buenos Aires i różnych strategii jak przejść niezauważonym.
W 1914 ojciec Borgesa został zmuszony do zakończenia kariery zawodowej i przejścia na emeryturę z powodu postępującej ślepoty, która paręnaście lat później dotknęła również syna. Wraz z rodziną przeniósł się do Europy, by poddać się specjalistycznemu zabiegowi okulistycznemu. Uciekając przed I wojną światową zamieszkali w Genewie, gdzie młody Borges i jego siostra Norah (ur. 1902) uczęszczali do szkoły. Borges przygotowywał się do matury we francuskojęzycznym Liceum Jean Calvin. Nowe środowisko, działające w duchu protestanckim, było zupełnie odmienne od tego we wcześniejszej szkole w Palermo; nowi koledzy, często również obcokrajowcy, doceniali jego doświadczenie i inteligencję oraz nie szydzili z jego wady wymowy.
W tamtych czasach Borges czytał głównie prozaików realizmu francuskiego i poetów ekspresjonistycznych oraz symbolików, szczególnie Rimbauda. W końcu odkrył Schopenhauera, Nietzschego, Carlyle’a i Chestertona. Korzystając jedynie ze słownika nauczył się języka niemieckiego i napisał swoje pierwsze zdania po francusku.
Dzięki zakończeniu działań wojennych i już po śmierci babki ze strony matki, Leonor Suárez, rodzina Borgesów w 1919 roku przeprowadziła się do Hiszpanii. Początkowo mieszkali w Barcelonie, jednak ostatecznie osiedlili się w Palma de Mallorca. W tym ostatnim mieście Borges napisał dwie książki, których nie opublikował: Los ritmos rojos, poemat pochwalny na cześć Rewolucji Październikowej, i Los naipes del tahúr, zbiór opowiadań. W Madrycie i Sewilli uczestniczył w ruchu literackim ultraistów, któremu później przewodził w Argentynie i który znacząco wpłynął na jego pierwsze dzieła liryczne. Współpracował w dziale poezji i krytyki literatury w czasopismach: Ultra, Grecia, Cervantes, Hélices i Cosmópolis. Swój pierwszy wiersz, Himno al mar, napisany w stylu Walta Whitmana, opublikował w Grecia 31 grudnia 1919 roku.
W tym czasie poznał swojego przyszłego szwagra, Guillermo de Torre, i kilku najważniejszych pisarzy hiszpańskich tamtej epoki, jak Rafael Cansinos-Assens, który był stałym bywalcem znanej Café Colonial i którego mistrzostwo zawsze podziwiał, Ramona Gómeza de la Serna, Ramona del Valle-Inclán i Gerardo Diego.

### Początki kariery literackiej
4 marca 1921 roku, razem ze swoją babką od strony ojca – Frances Haslam Arnett, która dołączyła do rodziny w Genewie w 1916 roku, z rodzicami i siostrą, Borges powrócił do Buenos Aires na pokładzie statku Reina Victoria Eugenia. W porcie oczekiwał na nich pisarz, filozof paradoksu i komik-surrealista Macedonio Fernández, stary przyjaciel rodziny. Ponowny kontakt z Buenos Aires obudził w poecie pełną szczerej pasji chęć kolejnego „odkrycia” miasta rodzinnego. W ten sposób rozpoczęła się mityzacja podmiejskich dzielnic, na której zasadza się niezmiennie jego idealizacja rzeczywistości. Już w Buenos Aires publikował w hiszpańskim czasopiśmie Cosmópolis, założył pismo ścienne Prisma (wydano tylko dwa numery) oraz pisywał dla Nosotros, kierowanego przez Alfredo Bianchi. Wówczas poznał też szesnastoletnią Concepción Guerrero, w której się zakochał. W 1922 roku wraz z Eduardo González Lanuza odwiedził Leopoldo Lugonesa by dostarczyć mu aktualny numer Prisma. W sierpniu 1924 roku, z pomocą Ricardo Güiraldesa, autora Don Segundo Sombra, Alfredo Brandán Caraffa i Pablo Rojas Paz (chociaż powoli odchodzili oni od tej estetyki), założył czasopismo ultraistyczne Proa.
W 1923 roku, w przeddzień drugiej podróży do Europy, Borges opublikował swój pierwszy zbiór poezji, Fervor de Buenos Aires, w którym, jak utrzymywał sam autor, została nakreślona cała jego późniejsza twórczość. Edycja ta była przygotowywana naprędce: wkradło się do niej mnóstwo błędów drukarskich i co więcej – zabrakło prologu. Okładkę stworzyła jego siostra, Norah. Wydano ją w nakładzie około trzystu egzemplarzy; tych kilka sztuk, które dotrwały do dzisiaj są uważane przez bibliofilów za skarb, tym bardziej że w niektórych egzemplarzach widnieją odręczne poprawki naniesione przez samego Borgesa. To w Fervor de Buenos Aires pisarz emocjonalnie wyznaje, że w końcu «las calles de Buenos Aires/ya son mi entraña [ulice Buenos Aires/już są mą duszą]». Zbiór ten składa się z 33 niezwykle niejednorodnych wierszy, nawiązujących do gry w karty (el truco), do tyrana Juana Manuela de Rosas czy egzotycznego miasta Benares; nie oszczędzał też miejsca na relaksujące wycieczki po anonimowych uliczkach Buenos Aires, «en la amistad oscura/ de un zaguán, de una parra y de un aljibe (w mrocznej przyjaźni/ z sienią, pnączami winogron i cysterną)». Po latach Borges pisał o duchu tej książki: «en aquel tiempo buscaba los atardeceres, los arrabales y la desdicha (w tamtym okresie szukałem zmierzchów, przedmieść i niedoli)».
Po kolejnym roku w Hiszpanii, w 1924 roku Borges osiadł w rodzinnym mieście, gdzie współpracował z różnymi pismami literackimi oraz pracował nad dwoma uzupełnieniami do książek Luna de enfrente i Inquisiciones (których nigdy ponownie nie wydano), by już w 1925 roku zasłużyć na swą opinię przywódcy najmłodszej awangardy. W ciągu kolejnych trzydziestu lat Borges stał się uznanym i zarazem jednym z najczęściej polemizujących pisarzy Ameryki Południowej. Zmęczony ultraizmem, postanowił stworzyć nowy typ partykularyzmu, zakorzenionego w metafizycznej perspektywie rzeczywistości. Napisał opowiadania i wiersze o porteños z przedmieść Buenos Aires, o gorącym tango, o fatalnych w skutkach bójkach między awanturnikami, jak np. Człowiek z przedmieścia (Hombre de la esquina rosada) i El puñal. Szybko się tym zmęczył także i zaczął rozważać możliwość napisania czegoś fantastycznego bądź „magicznego”, aż do momentu, gdy na przełomie dekad (1930–1950) stworzył jedne z ze swoich najbardziej znanych: Powszechną historię nikczemności (Historia universal de la infamia, 1935), Fikcje (Ficciones, 1944), Alef (El Aleph, 1949).
Później współpracował również z Martín Fierro – jednym z najważniejszych czasopism dla literatury argentyńskiej pierwszej połowy XX wieku. Uparcie dochodził swoich argentyńskich korzeni, w szczególności tych porteños, w poematach takich jak Fervor de Buenos Aires (1923), Luna de enfrente (1925) czy Cuaderno de San Martín (1929). Stworzył słowa do licznych melodii tanga i milongi, jednak wstydził się «la sensiblería del inconsolable tango-canción (ckliwości nieukojonych tango-piosenek)» i systematycznego potraktowania lunfardo, które «infunde un aire artificioso a las sencillas coplas (tchnęło sztuczne powietrze w proste piosenki)». W swych pismach i niektórych nowelach Borges opowiada o wątpliwych „bohaterskich” czynach awanturników i ich towarzyszy, często ukazując ich prymitywną brutalność w tragicznym klimacie, jeśli nie wręcz epicznym.
W 1930 roku Borges opublikował esej Evaristo Carriego i otworzył wystawę urugwajskiego malarza Pedro Figari. Poznał również młodego, zaledwie siedemnastoletniego pisarza, Adolfo Bioy Casaresa, który wkrótce został jego serdecznym przyjacielem, i wspólnie z którym opublikował liczne prace.
W pierwszym numerze pisma „Sur”, redagowanego przez Victorię Ocampo, Borges umieścił artykuł poświęcony „pułkownikowi” Ascasubiemu. Poza nim w pierwszym numerze, wydanym w 1931 roku, swoje prace opublikowali również sama Victoria Ocampo, Waldo Frank, Alfonso Reyes Ochoa, Jules Supervielle, Ernest Ansermet, Walter Gropius, Ricardo Güiraldes i Pierre Drieu la Rochelle.
Dwa lata później Borges opublikował zbiór esejów i krytycznych szkiców literackich Discusión, w którym podejmował zagadnienia tak różne jak la poesía gauchesca, Kabała, tematy filozoficzne, dotyczące sztuki narracji czy nawet zamieścił własne impresje dotyczące klasyków kina. 12 sierpnia 1933 roku, wraz z Ulysesem Petit de Murat, rozpoczął działalność wydawniczą pisma „Revista Multicolor de los Sábados” – kolorowego dodatku do populistycznego dziennika „Crítica”, która trwała do października 1934 roku.
W 1935 roku wydał Powszechną historię nikczemności, serię krótkich opowieści, a wśród nich Hombre de la esquina rosada. Książka ta jest kontynuacją zainteresowania Borgesa mityczną stroną Buenos Aires, które rozpoczęło się w Evaristo Carriego. Rok później opublikowano kolejny zbiór esejów – Historia wieczności (Historia de la eternidad), poruszający temat metafory. Do 1939 roku prowadził w dwutygodniku El Hogar własną kolumnę dotyczącą krytyki literackiej, przede wszystkim zagranicznych pisarzy. Co dwa tygodnie umieszczał tam recenzje książek, biografie pisarzy i eseje dotyczące twórczości. Współpracował również z pismem Destiempo, wydawanym przez Adolfo Bioy Casaresa i Manuela Peyrou, ilustrowanym przez Xul Solar. Przetłumaczył dla wydawnictwa Sur Własny pokój Virginii Woolf oraz, rok później, Orlando tej samej autorki. W 1937 roku opublikował Antología clásica de la literatura argentina.
Borges-awangardysta, a następnie terruñero („pełny miłości do własnej ziemi”), ustąpił w latach 30. miejsca Borgesowi z Sur – wraz z jego kosmopolityzmem; Borgesowi-metafizykowi, który snuł rozważania o czasie, przestrzeni, nieskończoności, życiu i śmierci oraz ludzkim przeznaczeniu. Można również zauważyć zmianę stylu: długie i prozaiczne prace zmniejszył do rozmiarów bardziej klasycznych.
Ostatnie lata tej dekady były dla Borgesa złe: najpierw umarła babka, później, po ciężkiej chorobie, jego ojciec (1938). Borges uważał się za odważnego, jednak nie na tyle, by od razu wejść w świat odpowiedzialności dorosłych. Nagle musiał zacząć robić to, co inni robią już w zdecydowanie wcześniejszym wieku: pracować, zarabiać na rodzinę. Borges miał dużo szczęścia: z pomocą poety Francisco Luisa Bernárdeza otrzymał w 1938 posadę w bibliotece miejskiej Miguel Cané w dzielnicy Almagro w Buenos Aires. W tej mało uczęszczanej bibliotece mógł robić to, do czego przywykł – spędzać całe dni wśród książek, pisząc i czytając. Później sam Borges ucierpiał w wypadku (uderzył się głową w okno), który omal nie doprowadził go do śmierci w wyniku posocznicy. Swoje przeżycia opisał w opowiadaniu „Południe”. Podczas rekonwalescencji napisał nowelę Pierre Menard, autor „Don Kichota”. Doświadczenia te pomogły mu przy pisaniu kolejnych stron. Krytyczny moment Borges przetrwał dzięki pytaniom, nad którymi rozmyślał od jakiegoś czasu: Czy rzeczywistość empiryczna jest równie iluzoryczna co świat fantazji?
W 1940 roku opublikował Antología de literatura fantástica, napisaną we współpracy z Bioy Casares i Silvina Ocampo, którzy tego samego roku pobrali się, wybierając Borgesa na swego świadka. Napisał również prolog do książki Bioya Casaresa La invención de Morel. W 1941 wydał Antología Poética Argentina oraz opracował tom opowiadań Ogród o rozwidlających się ścieżkach (El jardín de los senderos que se bifurcan), dzięki któremu zasłużył na Krajową Nagrodę Literacką. Rok później ukazała się Seis problemas para don Isidro Parodi, książka z opowiadaniami napisanymi wraz z Bioyem Casaresem. Podpisali ją pseudonimem «H. Bustos Domecq», składającym się z «Bustos» – nazwisko pradziadka Borgesa, oraz «Domecq» – nazwisko pradziadka Casaresa. Pod tytułem Poemas (1923-1943) wydano w 1943 pracę poetycką o trzech wcześniejszych książkach Borgesa wzbogaconą o wiersze, które wcześniej ukazywały się w dzienniku La Nación i piśmie Sur. Ponownie wraz z Bioyem Casaresem opublikował zbiór Los mejores cuentos policiales. W tamtym okresie Borges już odnalazł przynależne mu miejsce wśród zmniejszającego się kręgu literackiej awangardy argentyńskiej. Za dzieło „Fikcje” otrzymał honorowe wyróżnienie Argentyńskiego Towarzystwa Pisarzy (SADE).
Podczas spotkania w sierpniu 1944 roku w domu Bioy Casaresa i Silviny Ocampo, Borges poznał Estelę Canto, młodą, atrakcyjną dziewczynę, która swą inteligencją, pochodzeniem (z rodziny rolniczej) oraz niekonwencjonalnością zwróciła na siebie uwagę pisarza, przyzwyczajonego do kobiet z wyższej klasy średniej. Borges, mimo niestosowności sytuacji, zakochał się. Estela była kobietą próżną i zarozumiałą – aż do śmierci chełpiła się tym, że zdobyła miłość, a później przyjaźń pisarza, m.in. chwaląc się kolekcją listów miłosnych. Listy te doskonale ukazywały jak bardzo emocjonalny w życiu może być człowiek nienawidzący sentymentalizmu w literaturze.
Postać Esteli miała wpływ na pewne aspekty utworu Alef, jednego z najlepszych opowiadań Borgesa. To właśnie jej zadedykował to opowiadanie, a nawet podarował oryginalny manuskrypt, który czterdzieści lat później Estela sprzedała na licytacji w Sotheby za 25 tys. dolarów Hiszpańskiej Bibliotece Narodowej. Sprawiając zawód swojej matce, dla której Estela była kimś z niższej klasy, Borges zaproponował jej małżeństwo. Spotkał się z odmową. Para rozstała się w 1952 roku.
We współpracy z Silviną Bullrich opublikował w 1945 El compadrito, a rok później, z Bioy Casaresem, Un modelo para la muerte używając pseudonimu «B. Suárez Lynch» oraz, jako H. Bustos Domecq, Dos fantasías memorables – zbiór opowiadań kryminalnych. Borges później wytłumaczył, że «Suárez» pochodziło od nazwiska dziadka a «Lynch» reprezentowało irlandzką gałąź rodziny Bioy. Założył i kierował pismem Los Anales de Buenos Aires (które zakończyło swoją działalność w grudniu 1948, wraz z wydaniem 23 numeru). Borges i Bioy kontynuowali współpracę pod nowym pseudonimem: «B. Lynch Davis». Między 1947 i 1948 napisał esej Nowa refutacja czasu i opublikował Obras Escogidas. W 1949 ukończył zbiór opowiadań Alef, książkę fantastyczną, którą krytycy prawie jednogłośnie uznali za najlepszy zbiór opowiadań Borgesa.
W 1946 roku Juan Domingo Perón został wybrany na prezydenta, pokonując Unię Demokratyczną. Borges, który popierał tę drugą opcję, otwarcie krytykował nowy rząd. Sława antyperonisty towarzyszyła mu przez całe życie. Swój stosunek do tego rządu, który uznawał za dyktaturę, manifestował m.in. tymi słowami:

Dyktatury rozwijają ucisk, dyktatury sprzyjają niewolnictwu, dyktatury podsycają okrucieństwo; bardziej odrażające jest tylko to, że promują również tępotę. Gliniarze paplający o imperatywach, podobizny wodzów, ludzkie życia i śmierci z góry ustalone, jednorodne obrzędy, twarda dyscyplina zajmując miejsce jasności umysłu... Walka z taką smutną monotonią jest jednym z wielu zadań pisarza. Nie pamiętacie wykładów Martina Fierro i Don Segundo Sombra o tym, że indywidualizm jest jednym z odwiecznych przymiotów argentyńskich?

Borges został zmuszony do porzucenia swej pracy w bibliotece i mianowany przez rząd Inspektorem rynków ptactwa domowego. Jego matka i siostra, również antyperonistki, zostały zatrzymane przez policję. W związku z zaistniałą sytuacją Borges rozpoczął podróż po Argentynie i Urugwaju, wygłaszając w różnych miejscach odczyty. Z tego powodu musiał pokonać swoją nieśmiałość i jąkanie się, korzystając przy tym z pomocy medycznej. Konieczność zmusiła go również do podjęcia się ciężkiej pracy nauczyciela literatury angielskiej w Instituto Libre de Segunda Enseñanza (odpowiednik liceum), a później także na Uniwersytecie Katolickim.

### Dojrzałość
Początek lat 50. znaczyła coraz większa rozpoznawalność Borgesa w Argentynie i poza jej granicami. Stowarzyszenie Pisarzy Argentyńskich wybrało go na prezydenta w 1950 roku, z której to funkcji zrezygnował trzy lata później. Prowadził wykłady na Uniwersytecie Republiki w Urugwaju, gdzie również ukazał się esej Aspectos de la literatura gauchesca. W Meksyku wydał Antiguas literaturas germánicas, napisaną z Delią Ingenieros. W tym samym roku w Paryżu opublikowano pierwsze francuskie tłumaczenie opowiadań Borgesa (Fictions), a w Buenos Aires serię historii Śmierć i busola (La muerte y la brújula). W 1952 roku napisane zostały eseje ze zbioru Otras inquisiciones oraz wydana została poprawiona wersja eseju o języku porteños, zatytułowanego El idioma de los argentinos, wraz z El idioma de Buenos Aires José Edmundo Clemente’a. Pojawiło się również drugie wydanie Alefa, wzbogacone o nowe opowiadania oraz esej El Martín Fierro, który jeszcze w tym samym roku doczekał się reedycji. Pod opieką José Edmundo Clemente’a, wydawnictwo Emecé rozpoczęło publikować dzieła zebrane (Obras Completas). W 1954 reżyser Leopoldo Torre Nilsson nakręcił film Dni nienawiści, oparty na opowiadaniu Borgesa Emma Zunz.
Po przewrocie wojskowym – nazwanym Rewolucją Wolnościową – który obalił rząd peronistów, Borges został w 1955 roku mianowany dyrektorem Biblioteki Narodowej, którą to funkcję sprawował przez 18 lat. W grudniu tego samego roku wybrano go na członka Argentyńskiej Akademii Literatury. Wydał Los orilleros, El paraíso de los creyentes, Cuentos breves y extraordinarios, Poesía gauchesca, La hermana Eloísa i Leopoldo Lugones. Został wykładowcą w Katedrze Literatury Niemieckiej, a później także dyrektorem Instytutu Literatury Niemieckiej na Wydziale Filozofii i Literatury Uniwersytetu Buenos Aires. Pismo Ciudad zadedykowało Borgesowi numer poświęcony jego twórczości. Ukazały się Fikcje po włosku, pod tytułem La Biblioteca di Babele, zawierające opis nieskończenie wielkiej heksagonalnej biblioteki. Przez różne wypadki i kilka operacji, okulista zabronił pisarzowi czytać i pisać. Borges powoli tracił wzrok w następstwie choroby dziedzicznej, która wcześniej dosięgnęła jego ojca. Nie było to jednak gwałtowne zdarzenie, lecz proces. Nie przeszkodziło mu to jednak w kontynuowaniu kariery pisarza, eseisty i wykładowcy, również nie zmusiło do porzucenia lektury czy nauki języków obcych – czytano mu na głos. Swoją nominację na dyrektora Biblioteki Narodowej oraz rozpoznanie choroby oczu w tym samym roku Borges uznał za ironię losu.
Nadie rebaje a lágrima o reproche

esta declaración de la maestría

de Dios, que con magnífica ironía

me dio a la vez los libros y la noche.
Nikt nie pogrąży we łzach czy wyrzutach

tej deklaracji mistrzostwa

Boga, który wraz ze swą hojną ironią

dał mi tego samego razu książki i noc.
W 1956 roku Borges przeprowadził na Uniwersytecie Buenos Aires zajęcia dotyczące literatury angielskiej – został mianowany profesorem tej uczelni oraz otrzymał tytuł doktora Honoris Causa na Uniwersytecie w Cuyo. Wybrano go również na prezesa Stowarzyszenia Pisarzy Argentyńskich. Z Montevideo surowo krytykował zdymisjonowany rząd peronistów i bronił Wolnościowej Rewolucji. Przez swoje poparcie dla nowego rządu został potępiony m.in. przez Ernesto Sábato i Ezequiela Martíneza Estrada. Sabato i Borges aż do 1973 roku trwali w swej polemice, chociaż nie przez wzajemną wrogość, lecz z uwagi na motywy polityczne. Dzięki przypadkowemu spotkaniu w bibliotece Orlando Barone zorganizował serię spotkań, podczas których obaj pisarze dyskutowali o literaturze, filozofii, kinie, lingwistyce i podobnych tematach. W rezultacie powstała książka Diálogos: Borges-Sabato.

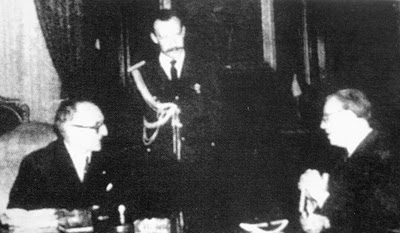
Borges z prezydentem Arturo Frondizim

Między 1957 a 1960 rokiem Borges publikuje Manual de zoología fantástica i Twórcę (El Hacedor), zbiory krótkich tekstów i wierszy zadedykowanych Leopoldo Lugonesowi. Zaktualizował również tom Poemas i wydał dziennik La Nación. We współpracy z Bioyem Casaresem opracował antologię Libro del cielo y del infierno. Pod jego przewodnictwem rozpoczyna się nowy rozdział w historii pisma La Biblioteca. Dzieła Borgesa nadal tłumaczone były na różne języki. W 1976 roku Borges udzielił wywiadu Joaquínowi Soler Sorrano, w którym opowiedział o wpływie jaki wywarły na całe jego życie języki obce; wychowany w języku hiszpańskim i angielskim postanowił zgłębić również język francuski, niemiecki czy języki skandynawskie. W tym okresie przetłumaczono na francuski Otras inquisiciones (jako Enquétes), Alef na niemiecki jako Labyrinthe oraz wybór opowiadań ze zbiorów Alef i Fikcje na włoski jako L’Aleph. Wówczas pojawiły się również tomy od 6 do 9 Obras Completas. Do 1960 roku Borges wiąże się z Partą Konserwatywną.
W 1961 roku, wraz z Samuelem Beckettem, otrzymał Międzynarodową Nagrodę Literacką (w wysokości 10 tys. dolarów), przyznawaną przez Międzynarodowy Kongres Wydawców w Formentor na Majorce. To ważne wyróżnienie pomogło Borgesowi zaistnieć w świadomości międzynarodowej, dzięki czemu otrzymał możliwość przetłumaczenia swych dzieł na liczne języki (angielski, francuski, niemiecki, szwedzki, norweski, duński, włoski, polski, portugalski, hebrajski, grecki, słowacki czy arabski). Pojawiła się również jego Antología personal, wydana przez Sur. Wspólnie z matką wyjechał do Stanów Zjednoczonych, do Austin na zaproszenie Uniwersytetu Teksańskiego i Fundacji Tinkera. W ciągu pół roku wygłosił tam serię wykładów o literaturze argentyńskiej. W Nowym Jorku wydano zbiór opowiadań zatytułowany Labyrinths i przetłumaczono na niemiecki Historia universal de la infamia. W 1962 roku na podstawie opowiadania Człowiek z przedmieścia nakręcono film pod tym samym tytułem. Wyreżyserował go René Mugica. Borges zakończył również prace nad biografią poety Almafuerte. W 1963 roku, ponownie ze swoją matką, udał się do Europy, również w celu wygłoszenia licznych odczytów. Po powrocie do Buenos Aires zakończył pracę nad antologią poety Evaristo Carriego.

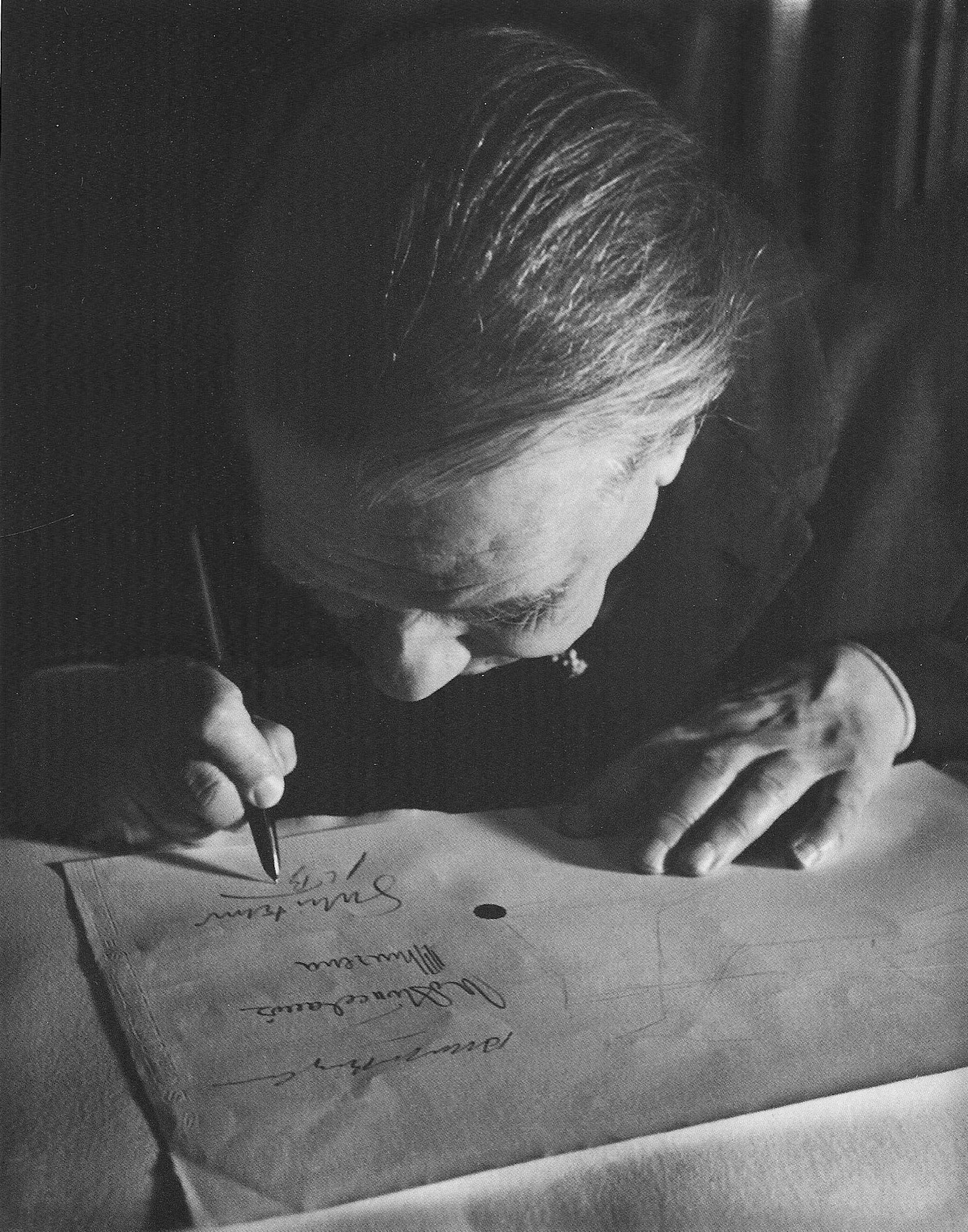
Jorge Luis Borges w 1963 – już wtedy odczuwał problemy ze wzrokiem

We współpracy z Maríą Esther Vázquez opublikował w 1965 roku Introducción a la literatura inglesa oraz, w 1966, Literaturas germánicas medievales. Rok później wydał Introducción a la literatura norteamericana, napisany wraz z Esther Zemborain oraz Kroniki Bustosa Domecqa (Crónicas de Bustos Domecq), z Bioyem Casaresem. Ponadto w wersji książkowej ukazały się teksty Borgesa napisane na melodie milongi i tanga. Tom zatytułowano Para las seis cuerdas, a ilustracje wykonał Héctor Basaldúa. Opublikowano również opowiadanie Kość niezgody (La intrusa).

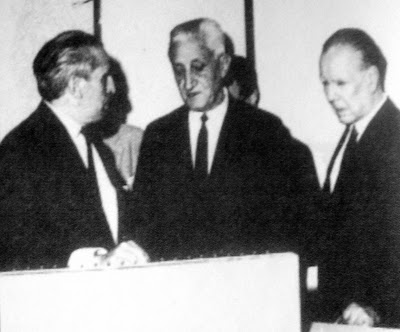
Borges z prezydentem dr Arturo Illią

21 września 1967 roku, w wieku 68 lat, Borges wziął ślub z 57-letnią wdową, Elsą Astete Millán. Przez pierwszych kilka lat para mieszkała w domu pisarza, razem z jego matką, Leonor Acevedo. We wspomnieniach Elsy matka męża jawi się jako osoba spokojna, która nigdy nie interweniowała w związek syna, nie chciała mu zaszkodzić. Mimo to przyjaciele Borgesa utrzymują, że zazdrość pani Leonory była nie do zniesienia. Parę miesięcy po ślubie para przeprowadziła się do własnego mieszkania, w którym po raz pierwszy mogli zakosztować wspólnego życia bez stałego dozoru. Wtedy też rywalizacja między matką i żoną pisarza stała się bardziej zaciekła, przepełniona jadem, przez co Borges musiał potajemnie odwiedzać Leonorę. Właśnie te doświadczenia zmusiły parę do konfrontacji z rzeczywistością: dalsze współżycie było niemożliwe. W wywiadzie udzielonym w 1993 roku Elsa przyznała, że nie była szczęśliwa z Borgesem: «Był introwertykiem, małomówny i mało romantyczny. Był eteryczny, nieprzewidywalny. Nie żył w realnym świecie». W październiku 1970 roku małżeństwo ostatecznie się rozpadło.
W 1968 roku, wspólnie z Margaritą Guerrero, opublikował uzupełnienie Manual de zoología fantástica pod tytułem Księga istot zmyślonych (El libro de los seres imaginarios). W tym roku ukazał również swą Nową antologię osobistą (Nueva antología personal). Udał się do Santiago, by uczestniczyć w Kongresie Antyrasistowskich Intelektualistów, oraz do Europy i Izraela, gdzie wziął udział w kilku konferencjach. Reżyser Hugo Santiago nakręcił film Invasión na podstawie utworu Bioy i Borgesa. W 1969 zebrał i opracował dwa tomy poezji: El otro, el mismo i Pochwała cienia (Elogio de la sombra), który doczekał się dwóch edycji jednego roku. Wydał również antologię Walta Whitmana własnego tłumaczenia, opatrzoną tytułem Hojas de hierba i ilustracjami malarza Antonio Berni. Po kilku latach bez publikowania opowiadań zebrał je w tom Raport Brodiego (El informe de Brodie), opublikowany w sierpniu 1970.

### Ostatnie lata

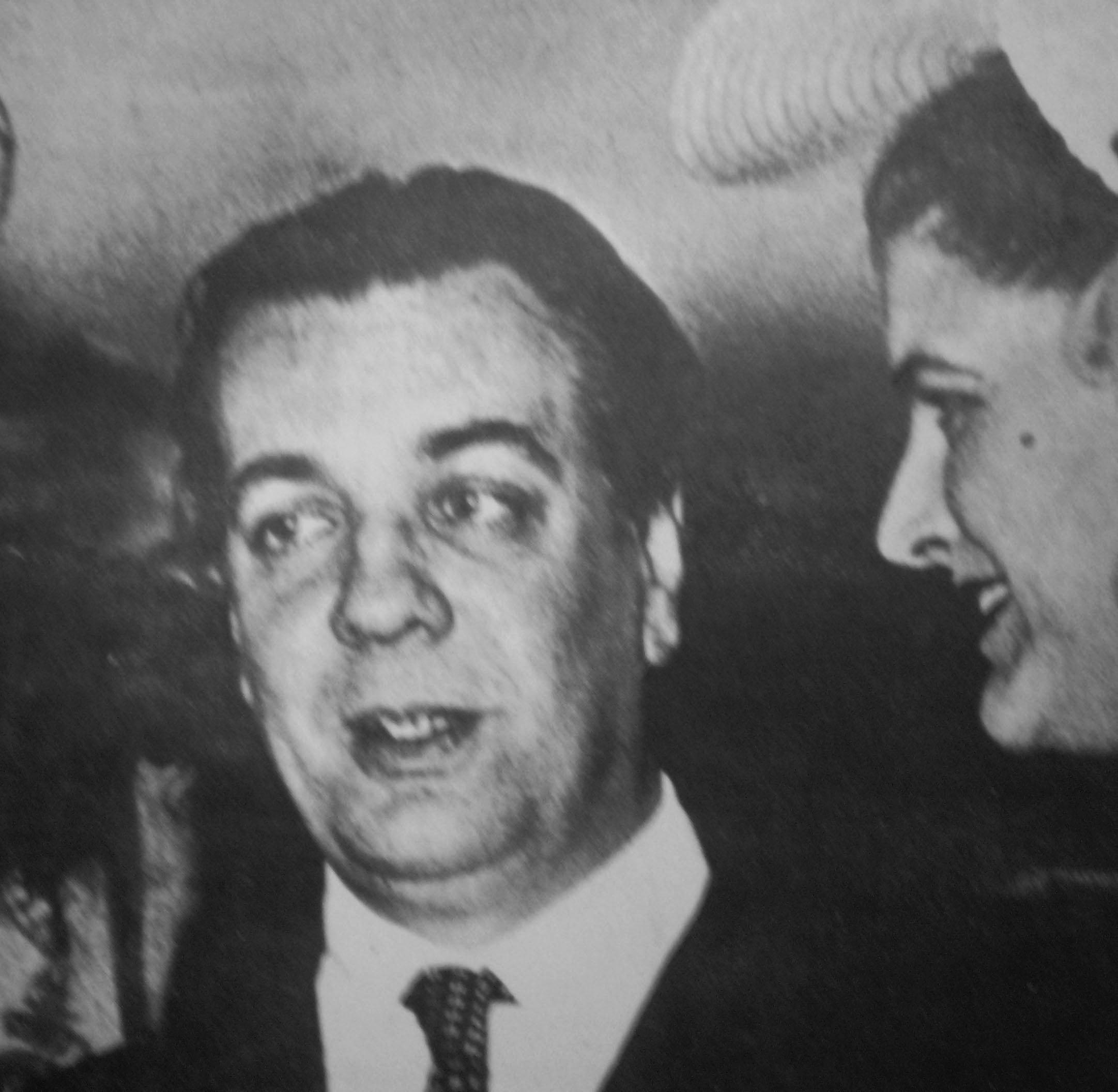
Jorge Luis Borges, 1968

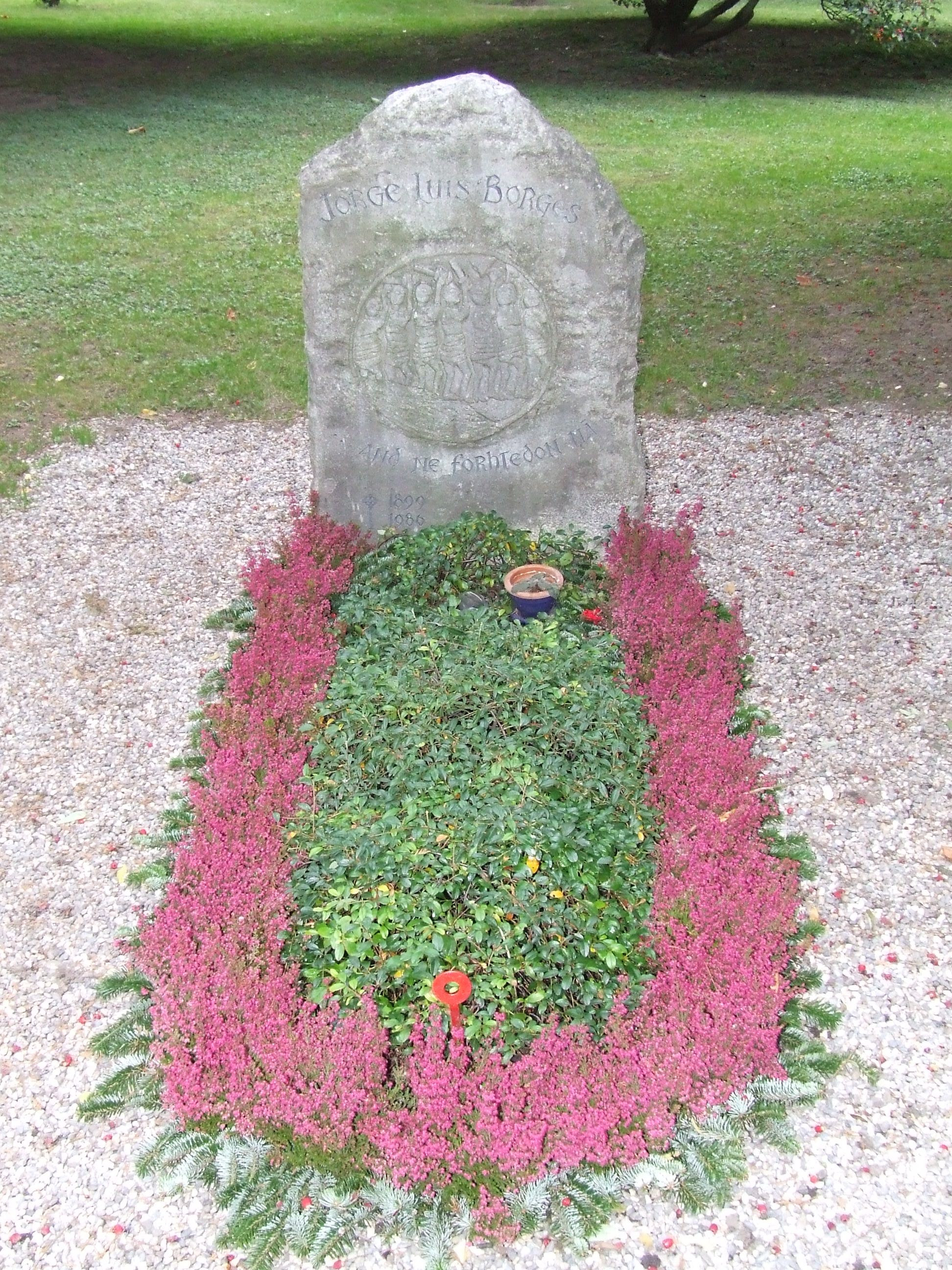
Grób Jorge Luisa Borgesa na cmentarzu Plain Palais w Genewie

W 1971 roku, w Buenos Aires, Borges opublikował długie opowiadanie zatytułowane Kongres (El congreso). Rok później udał się w podróż do Stanów Zjednoczonych, gdzie otrzymał liczne wyróżnienia oraz wygłaszał odczyty na różnych amerykańskich uniwersytetach. Po powrocie do Buenos Aires opublikował tom poezji Złoto tygrysów (El oro de los tigres), a 24 sierpnia, w dzień swoich urodzin, otrzymał szczególny wyraz szacunku – jedno z jego opowiadań, Tamten (El otro), zostało wydane w dokładnie takiej formie, jak życzył sobie tego pisarz. W 1973 roku został wybrany Ciudadano Ilustre de la Ciudad de Buenos Aires (Honorowym Obywatelem Buenos Aires), równocześnie poprosił o przeniesienie na emeryturę ze stanowiska dyrektora Biblioteki Narodowej. Jeszcze tego samego roku po raz pierwszy zostały wydane w jednym tomie zebrane dzieła Borgesa, nakładem wydawnictwa Emecé.
W Mediolanie Franco Maria Ricci wydał luksusową edycję opowiadania Kongres, drukując je złotymi literami. Tom poezji La rosa profunda i zbiór opowieści Księga piasku opublikowano w 1975 roku, wraz z kompilacją Prólogos. Odbyła się również premiera filmu El muerto, wyreżyserowanego przez Héctora Olivera i opartego na opowiadaniu Borgesa pod tym samym tytułem (w wersji polskiej Nieboszczyk).
W 1975 roku zmarła, w wieku 99 lat, matka pisarza. Od tego momentu Borges postanowił zrealizować podróżnicze plany. Towarzyszyła mu w tym jego była uczennica, następnie sekretarka, a ostatecznie druga żona – María Kodama.
W 1986 roku przeniósł się do Genewy – miasta, które obdarzyło go głębokim uczuciem i które Borges uznał za jedną ze swych ojczyzn. 26 kwietnia ożenił się z Maríą Kodama. Ślub odbył się przez pełnomocnika na mocy odpowiedniego Aktu wydanego w Colonia Rojas Silva w Paragwaju. Zmarł 14 czerwca 1986 roku w wyniku raka wątroby. Zgodnie z ostatnią wolą Borgesa jego doczesne szczątki spoczęły na cmentarzu Plain Palais. Nagrobek, stworzony przez argentyńskiego rzeźbiarza Eduardo Longato, wykonany został z surowego, białego kamienia. U góry można przeczytać Jorge Luis Borges, a poniżej «And ne forhtedon na», wraz z wygrawerowanym okręgiem, w którym znajduje się siedmiu żołnierzy, mały krzyż galijski oraz daty „1899/1986”. Inskrypcję «And ne forhtedon na», napisana w języku staroangielskim, można przetłumaczyć jako „I żeśmy się nie bali”. Z tyłu nagłówka znajduje się tekst Hann tekr sverthit Gram okk / legger i methal theira bert, który odnosi się do dwóch wersów 27 rozdziału Sagi rodu Wölsungów (norweskiej sagi z XIII wieku). Tłumaczy się go jako «Wziął swój miecz, Gram, i umieścił nagi metal pomiędzy dwoma». Właśnie te dwa wersy Borges użył jako motto do opowiadania Ulrica, jedynego traktującego o miłości, wydanego w zbiorze Księga piasku. Główny bohater tego opowiadania nazywa się Javier Otárola. Poniżej tej drugiej inskrypcji wyryty jest okręt wikingów, a pod nim znajduje się trzecia inskrypcja: «De Ulrica a Javier Otárola (Od Urliki dla Javiera Otárola)», którą się czasami interpretuje jako dedykację dla Jorge Luisa Borgesa od Maríi Kodama.
W lutym 2009 roku planowano przenieść szczątki Borgesa na cmentarz Cementerio de la Recoleta w Buenos Aires, co wzbudziło liczne kontrowersje. Szczególnie przeciwna temu pomysłowi była wdowa po pisarzu, María Kodama. Ostatecznie pomysł zarzucono i Borges nadal spoczywa w Genewie.

## Borges jako inspiracja
Umberto Eco nie ukrywał, że zarówno osoba Borgesa, jak i jego twórczość była jednym ze źródeł inspiracji w czasie pisania Imienia róży. Koncepcja labiryntu i biblioteki zarazem jest wzięta bezpośrednio z pisarstwa Borgesa. Postać posępnego mnicha Jorge w sposób jawny odnosi się do argentyńskiego pisarza (podobnie jak Borges jest on niewidomym bibliotekarzem).
W Trans-Atlantyku ma miejsce pojedynek na słowa między literacką postacią Witoldem Gombrowiczem a „Najwybitniejszym pisarzem Argentyny”. Gombrowicz doceniał talent Borgesa, ale zarzucał mu, że opiera się na tradycji europejskiej, która w wyniku II wojny światowej popadła w bankructwo.
Jorge Luis Borges był jednym z ulubionych pisarzy holenderskiego pisarza żydowskiego pochodzenia Harry’ego Mulischa.

## Twórczość
- Al mar (wiersz, debiut poetycki w czasopiśmie Grecia, 1919),
- Fervor de Buenos Aires (poezje, pierwszy tom wierszy, 1923),
- Luna de enfrente (drugi tom wierszy, 1925),
- Poszukiwania (Inquisiciones, szkice, 1925), przekład: Andrzej Sobol-Jurczykowski, Warszawa: Przedświt, 1990,
- Tamaño de mi esperanza (szkice, 1926),
- El idioma de los argentinos (szkice, 1928),
- Cuaderno San Martin (trzeci tom wierszy, 1929)
- Polemiki (Discusión, szkice i recenzje filmowe, 1932), przełożyła: Joanna Partyka, Warszawa: Prószyński i S-ka, 2009,
- Powszechna historia nikczemności (Historia universal de la infamia, 1935), przekład: Stanisław Zembrzuski i Andrzej Sobol-Jurczykowski, Warszawa, PIW, 1976, 1982,
- Historia wieczności (Historia de la eternidad, 1936), przekład: Adam Elbanowski, Warszawa, Prószyński i S-ka, [ca 2006],
- przekład A Room of One’s Own Virginii Woolf, 1936,
- przekład Orlanda Virginii Woolf, 1937,
- Antología clásica de la literatura argentina (wspólnie z Pedro Henrique Ureña, 1937),
- Antología de la literatura fantástica (wspólnie z Silviną Ocampo i Adolfo Bioy Cesaresem, 1940),
- Ogród o rozwidlających się ścieżkach (El jardín de los senderos que se bifurcan, 1941), włączone później do tomu Ficciones, przekład: Andrzej Sobol-Jurczykowski, m.in. w: Opowiadania, Kraków: Wydawnictwo Literackie, 1978,
- Poemas 1923-1943 (pierwsza antologia poezji autora, 1943),
- Fikcje (Ficciones, 1944), przekład: Kazimierz Piekarec, Andrzej Sobol-Jurczykowski, Kalina Wojciechowska, Stanisław Zembrzuski, Warszawa: PIW, 1972,
- Pismo Boga(inne języki)[18] (hiszp. La Escritura del Dios, 1949
- Alef (El Aleph, 1949), przekład: Zofia Chądzyńska, Andrzej Sobol-Jurczykowski, Warszawa: Czytelnik, 1972,
- Dalsze dociekania (Otras inquisiciones, szkice, 1952), przekład: Andrzej Sobol-Jurczykowski, Warszawa: Prószyński i S-ka, 1999,
- Zoologia fantastyczna (Manual de zoología fantástica, 1957), przekład: Zofia Chądzyńska, Warszawa: Czytelnik, 1983,
- Twórca (El hacedor, 1960), przekład: Zofia Chądzyńska, Krystyna Rodowska-Wiesiołowska, Warszawa: Czytelnik, 1974,
- Antologia osobista (Antología personal, 1961), Kraków: Wydawnictwo Literackie, 1974,
- El otro, el mismo (wiersze, 1964),
- Para las seis cuerdas (wiersze, 1965),
- Kroniki Bustosa Domecqa (Crónicas de Bustos Domecq, 1967), wspólnie z Bioy Cesaresem, przekład: Jerzy Kühn, Andrzej Sobol-Jurczykowski, Kraków-Wrocław: Wydawnictwo Literackie, 1985,
- Księga istot zmyślonych (El libro de los seres imaginarios, 1967), przekład: Zofia Chądzyńska, Warszawa: Prószyński i S-ka, 2000,
- Nowa antologia osobista (Nueva antología personal, 1968), przekład: Edward Stachura, Andrzej Sobol-Jurczykowski, Stanisław Zembrzuski, Kraków: Wydawnictwo Literackie, 1974, 2006,
- Pochwała cienia (Elogio de la sombra, 1969), przekład: Andrzej Sobol-Jurczykowski, Warszawa: PIW, 1977,
- Raport Brodiego (El informe de Brodie, 1970), przekład: Zofia Chądzyńska, Kraków: Wydawnictwo Literackie, 1975,
- Złoto tygrysów (El oro de los tigres, 1972), przekład: Dorota Elbanowska, Adam Elbanowski, Warszawa: Prószyński i S-ka, 2001,
- La rosa profunda (wiersze, 1975),
- Księga piasku (El libro de arena, 1975), przekład: Zofia Chądzyńska, Warszawa: Prószyński i S-ka, 1980,
- El libro de los prólogos, 1975 (wybór własnych wstępów),
- Księga snów (Libro de sueños, 1975), przełożyła: Joanna Partyka, Warszawa: Prószyński i S-ka, [ca 2006]
- La moneda de hierro, 1976 (wiersze),
- Historia nocy (Historia de la noche, 1977), wiersze, przekład: Andrzej Sobol-Jurczykowski, Warszawa: Wyd. Kwiaty na Tor, Klon, 1994,
- Siedem wieczorów (Siete noches, 1977), eseje, przekład: Andrzej Sobol-Jurczykowski, Porto: Wyd. Lobos, 1999,
- Borges Oral, 1979, odczyty,
- La cifra (wiersze, 1981),
- Dziewięć esejów dantejskich (Nueve ensayos dantecos, 1982), przełożyła: Joanna Partyka, Warszawa: Prószyński i S-ka, [ca 2007],
- Los conjurados (wiersze, 1985),
- W dialogu I-III (En diálogo, 1985), rozmowy z Osvaldem Ferrarim, przekład: Ewa Nawrocka, Aleksandra Łuń, Pola Sobaś-Mikołajczyk, Gliwice, 2007–2008,
- Atlas, 1985, eseje, we współpracy z Maria Kodama, Porto: Wyd. Lobos, 1999,
- Rzemiosło poezji. Wykłady fundacji Charlesa Eliota Nortona, 1967-1968 (This Craft of Verse), przekład: Maciej Świerkocki, Warszawa: Prószyński i S-ka, [ca 2006],
- Pamięć Szekspira (La memoria da Shakespeare, 1983), przekład: Dorota Walasek-Elbanowska, Adam Elbanowski, Warszawa: Prószyński i S-ka, 1999, ISBN 83-7255-441-2,
- Spiskowcy, wiersze, 1985, przekład: Andrzej Sobol-Jurczykowski, Warszawa: Wyd. Kwiaty na Tor, Klon, 1994; oraz przekład: Krystyna Rodowska, Warszawa: Prószyński i S-ka, [ca 2004],
- Autobiografia przy współpracy Normana Thomasa di Giovanni, przekład: Adam Elbanowski, Warszawa: Prószyński i S-ka, 2002, ISBN 83-7337-018-8.

### Inne
- Borges i literatura, notatki, szkice, relacje z podróży, wybór i opracowanie: Stanisław Gromadzki, Krzysztof Łapiński, wstęp: Alejandro Vaccaro, Warszawa: Instytut Filozofii UW [etc], 2009,
- Jorge Luis Borges w: Sztuka powieści. Wywiady z pisarzami z "The Paris Review", wybór tekstów: Krzysztof Cieślik, Grzegorz Krzymianowski, Wrocław, Książkowe Klimaty, 2016.

### Wybory poezji w języku polskim
- Jorge Luis Borges. Wybór poezji, wybór, przekład i objaśnienia: Andrzej Sobol-Jurczykowski, Porto: Wyd. Lobos, 1999,
- Labirynty. Nowa antologia, wybór, wstęp, przekład i opracowanie: Mieszko A. Kardyni, Paweł Rogoziński, Kraków: Publishing House Dr Lex, 2012,
- Umocz wargi w kamieniu Przekłady z poetów latynoamerykańskich, przełożyła: Krystyna Rodowska, Wrocław: Biuro Literackie, 2011, wybór wierszy z tomów: El hacedor, La rosa profunda, La cifra, Los conjurados.

### Opracowania w językach polskim i angielskim
- Richard Burgin: Rozmowy z Jorge Luisem Borgesem. Gdańsk: Marabut, 1993. Brak numerów stron w książce
- Arturo Marcelo Pascual: Jorge Luis Borges. Człowiek i twórca. Warszawa: Muza S.A., 2006. Brak numerów stron w książce
- James Woodall: Jorge Luis Borges. M. Białoń-Chalecka (tłum.). Wrocław: Wydawnictwo Dolnośląskie, 2001. Brak numerów stron w książce
- Jorge Luis Borges. W: Justyna Ziarkowska, Marcin Kurek (red.): W poszukiwaniu Alefa. Proza hispanoamerykańska w świetle najnowszych badań (Antologia). Wrocław: Wydawnictwo Uniwersytetu Wrocławskiego, 2007. Brak numerów stron w książce
- Rajmund Kalicki: Jorge Luis Borges. Warszawa: Czytelnik, 1980, s. 154.
- Edwin Williamson: Borges. A Life. 2004. Brak numerów stron w książce